# Флаг Параны (штат)
Флаг бразильского штата Парана представляет собой прямоугольное полотнище зелёного цвета с широкой белой полосой по диагонали. В центре расположен тёмно-синий круг, украшенный двумя ветвями, в котором находятся пять звёзд и надпись с названием штата.

## История
Первый флаг штата Парана был принят 8 января 1892 года. С тех пор он трижды претерпевал небольшие изменения в дизайне (в 1905, 1947 и 1990 годах). Современный флаг штата был утверждён в 2002 году: эта модель уже использовалась в качестве флага в 1947—1990 годы.

### Предыдущие флаги штата

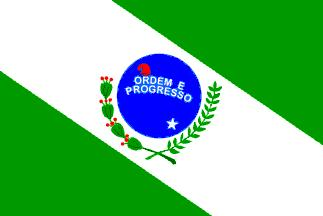
1892—1905
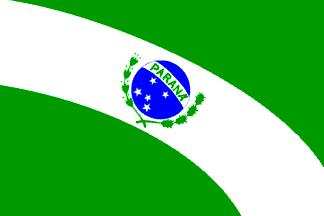
1905—1923
1947—1990
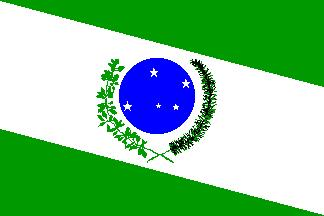
1990—2002

## Символика
Каждый из цветов и элементов флага имеет своё значение:
- Зелёный цвет означает густые леса, которые покрывали большую часть территории штата в конце XIX века;
- Белый цвет символизирует мирный дух жителей штата;
- Синий цвет обозначает небо;
- В центральном круге изображены пять самых ярких звёзд созвездия Южный Крест (α, β, γ, δ и ε), в том положении, в каком они были 29 августа 1853 года, в день создания провинции Парана;
- Ветви араукарии и мате, украшающие круг, олицетворяют главные продукты сельского хозяйства штата.